# ダーウィン4078
『ダーウィン4078』（だーうぃんよんぜろななはち）は、データイーストが1986年に発売したアーケードゲーム。オーソドックスな『ゼビウス』（1983年）式上下撃ち分けの縦スクロールシューティングゲーム。進化論を唱えたチャールズ・ダーウィンの名を冠する通り進化をモチーフにしたゲームシステムを盛り込んだ異色のゲーム。

## 概要
全16面から構成されるステージは、時間や空間を並列に配置する事によってほぼ無限の大きさを持ち、惑星さえも運べるという巨大な宇宙船の内部である。
「EVOL（イボル）」と呼ばれるキャラクタは、存在がエネルギーだけの生命体であり、そのままでは拡散して存在自体が失われてしまうため、自らをカプセル状の容器に収めた物である。
各面の最後に登場するペータエフというボスを倒すことによって、その面をクリアとなる。

## ゲーム内容

### 自機
8方向レバーと2ボタン（対空ショット、対地ショット）で操作する。対空ショットは後述の「進化」により実に多彩に変化する。

### パワーアップ・進化システム
最大の特徴は自機の進化システム。自機はビース（BEAS）と呼ばれる形態からゲームスタートするが、特定の敵を倒すことで出現するEVOLを摂取することで1段階の「進化」を行なう。
自機のサイズも「進化」に比例してどんどん大きくなり、高い攻撃力と大きな体を備えた物となっていき、移動速度も上がっていく。進化の過程で扱いにくい段階もあるので進化の順番とショットの特性（効率の良い使い方）を把握し、苦手な進化過程を素早く通過するようにしていくなど、攻略のためには後述の「退化」や「突然変異」も含めてパワーアップについて戦略を組み立てる必要がある。また、自機の形態によって移動速度も異なる。
基本的にパワーアップした大きい自機が優位に立てるようになっているので、巨体で倒し奪い取る弱肉強食の快感を与えてくれる。
全19種の形態にはそれぞれ名前が付けられており、攻撃内容や形状によって関連性が見られる。それらは画面に表示される情報であり、「設定上の物」に留まっていない。
なお、突然変異（および逆進化）についてはインストラクションカードにヒントが書かれている。

#### 進化
EVOLを摂取することで進化して行く。

#### 退化
一定時間が経過すると退化していく。また、自機は逆進化形態「ブラックディーム（BLACK DEAME）」か突然変異形態の一種「スプラーテ（SUPPURATE）」である時を除いて、被弾すると「ピスター（PISTER）」（最弱状態であり、ここから1段階進化するとビースになる）にまで退化してしまう。被弾した時の進化過程が長ければ長いほど退化アニメーション（攻撃が行なえないが無敵）の時間が長くなる。通常時は敵に直接当たってしまうと退化も起こさずに即ミスとなるが、退化アニメーション中の無敵の間は敵を体当たりで倒すこともできる。ピスターの形態で被弾するか、（いかなる形態でも）退化アニメーション中以外に敵の体当たりを受けるとミスとなる。
被弾しないだけでは弱肉強食を楽しむ事はできず、強者は常にEVOLを取り続けなければならない。一定時間EVOLを取れずにいると1段階、また1段階と時間で自然退化していく。但し、ニョイアレイやザンゾーとドッキングしている間だけは、退化時間は停止している（カウントされていない）。

#### 突然変異
突然変異と呼ばれる通常のパワーアップ手順では出現しないものが幾つか用意されており、それらは通常のシューティングゲームでは見られない極めて癖の強い攻撃を行なう。
特定の進化過程で被弾（もしくは特定の状態から時間で自然退化）する事によって突然変異が起き、通常の進化とは明らかに毛色の違う奇妙な形の自機に変態する。攻撃内容も非常に癖が強く扱いにくいが、使い方によっては非常に強力なものでもある。

#### 逆進化
特殊な進化退化の手順を踏んでから被弾すると、「逆進化」という通常のルートとは別のパワーアップが起こる。この逆進化形態であるブラックディームは他の進化形態とは全く違う蝙蝠のような姿であり、敵の弾には無敵、ショットは自分の分身を無数にばらまくという、敵が何もできない程の圧倒的な火力を持つ。しかし奇形であるこの進化は前述の自然退化（EVOLを一定時間獲得できないでいる）が起きるや否や最弱状態になってしまうという、諸刃の剣のバランス設計が施されている。なお、ブラックディームへの逆進化直前の形態であるディーム（DEAME）は、地上に映る影だけがブラックディームと同じになっている。ブラックディームは間違いなく最強形態だが、EVOLを出す敵が一定時間出現しなければ結局最弱の初期形態ピスターに戻ってしまうため、ニョイアレイやザンゾーとのドッキングに成功しない限りは、常にブラックディームでいることは不可能である。また、ブラックディームの攻撃力は極端に高いため、ニョイアレイやザンゾーを倒さずに気絶させること自体も難しい。

#### 形態
最弱・初期形態
PISTER
最弱形態。前方に小さい弾を発射できる。SUPPURATEかBLACK DEAME以外の状態で被弾するか、SUPPURATEかBLACK DEAMEの状態で退化するとこの状態になる。19形態の中で最小であるため当たり判定は小さい。ただし移動速度は最低なので高速弾は避けにくい。
BEAS
スタート時の形態。前方に弾を発射できる。時間により退化しない。
通常進化形態
BASUM
通常進化形態。BEASの機能にプラスし、同時に両サイドにも弾を発射できる。
SHARRU
通常進化形態。前方に小さい弾を発射できる。この弾は敵に当たると2つに分裂しナナメ45°前方に飛んでゆく。弾の威力（耐久力のある敵を倒す力）は高めである。
MISEAVE
通常進化形態。BEASの弾が3連装になったもの。
TWIPET
通常進化形態。前方に3連装の弾を発射できる。この弾は加速して飛んでゆく。
DODOK
通常進化形態。前方に大きめの貫通弾を発射できる。弾の威力は高い
ZUGAU
通常進化形態。前方に2連装のミサイルを発射できる。発射されたミサイルにはサイドワインダー機能（自機のヨコ方向の動きに合わせて、発射した弾が左右に誘導される）がある。
KUES
通常進化形態。前方に間隔の広い2連装のレーザーを発射できる。レーザーの威力は高い。
SHASUEM
通常進化形態。前方に2連装の炎を発射できる。炎の威力は高い。
ZUGOGA
通常進化形態。前方に8連装のミサイルを発射できる。発射されたミサイルにはサイドワインダー機能がある。
GYASHARRU
通常進化形態。前方に巨大な光輪を発射できる。この光輪は敵に当たると2つに分裂しナナメ45°前方に飛んでゆく。光輪の威力は非常に高い。通常進化の究極形態でEVOLを取得しても進化しない。
突然変異・逆進化形態
LAYSPER
突然変異形態。前方に見えない弾、と同時に両サイドに弾を発射できる。SHARRUからBASUMへ退化後EVOL取得でこの形態になる。EVOLを取得しても進化しない。退化するとBASUMになる。
SUPPURATE
突然変異形態。丸い弾を前方180度に発射できる。地上物の噴煙と重なるとこの形態になる。EVOLを取得しても進化しない。被弾しても形態は変化しない。
MEASA
突然変異形態。前方にBEAS形態の弾と射程が短い炎を発射できる。炎の威力は高い。KUESからZUGAUへ退化後EVOL取得でこの形態になる。この形態からMALTO、SEAS、DEAMEまで進化可能。
MALTO
突然変異形態。丸い弾を前方の狭い方向にランダムに発射できる。丸い弾の威力は高い。
SEAS
突然変異形態。前方に間隔の狭い2連装の長いレーザーを発射できる。レーザーの威力は高い。
DEAME
突然変異形態。前方に光る羽を発射できる。光る羽の威力は高い。突然変異の究極形態でEVOLを取得しても進化しない。
BLACK DEAME
逆進化形態。前方に自機の分身を発射できる。分身の威力は非常に高い。被弾しても形態は変化しない。唯一の逆進化形態でEVOLを取得しても進化しない。

### 対地ショットのパワーアップ
敵キャラクタの一種であるニョイアレイ、またはザンゾーに対し、倒せさない程度に対空ショットを当てると、気絶することがある。この時に自機が接触すると一定時間ドッキング状態となり、その間、退化せず対地ショットがパワーアップされる。ただし、直撃弾を与えないと破壊出来ないような地上物に対しては、これらのパワーアップ中は破壊できなくなってしまう。また、対地ショットのパワーアップは、これ以外には存在しない。なお、時折登場する巨大ザンゾーは、気絶自体をしないためにドッキングもできない。

### 難易度設定
ゲーム中の難易度は常に一定であり（もちろん高次面になるほど難しいが）、他のパワーアップ型シューティングゲームにありがちな「自機がパワーアップすると敵もパワーアップする」「周回数による難易度上昇」というようなことが無い。そのため、非常に恒常的な攻略が可能であった。このシステムは続編である『スーパーリアルダーウィン』にも採用されている。

### 敵弾
敵が撃ってくる弾には、大きく分けて「真正面など固定方向にしか撃たないもの」「自機との距離に応じた速度（遠ければ速い、近ければ遅い）で狙い撃たれるもの」の2種類があり、必ずしも敵との距離を開けておけば弾が避け易いとは限らない。この攻撃方法もまた『スーパーリアルダーウィン』に受け継がれており、他社作品においては『ダーウィン4078』に先駆けて『スターフォース』で採用されている。また、一部の敵の弾は敵本体と同じ扱いで被弾すると退化せず即ミスとなる。

### ボーナス得点・隠しフィーチャー
- 得点が200万点に達すると100万点、400万点に達すると300万点、800万点に達すると200万点のボーナス得点が入る。このため、実質400万点分のプレイによって1000万点達成となる。但し、スコア表示に1000万点の桁は存在しておらず、100万点の桁が？表示になる。

- ザンゾーのビーム攻撃の中にはEVOL取得（進化）、地上物の噴煙（SUPPURATEへ突然変異）と同じ効果があるものが混じっているが外見は同じなので活用は難しい（ビッグザンゾー、リトルザンゾーも同様）。

- 砂漠地帯の地上物を16個連続で破壊するとエクステンドする。

- 眼下（地上物扱いの状態）のペータエフが噴煙を上げていないときに対地ショットを10発当てると破壊できる。

※上記の2つは開発者インタビューに基づくが、実際には存在(発動)しないフィーチャーと思われる（実プレイでは9面の破壊可能な地上物を全滅してもエクステンドしない、また眼下のペータエフは攻撃可能な位置では常に噴煙を上げている）。

## 開発

### キャラクターデザイン
生物、特に顕微鏡で見られるような微生物に通ずるデザインを持ち、動きも微生物や水生生物のそれに近いトリッキーな動きを見せる。

### 美術、音楽
進化や退化の際には非常に手の込んだドットアニメーションで自機の変態が行なわれる。進化をモチーフにしているだけあって数十種類の自機デザインを初め敵デザインには共通性があり、制限の大きな当時の大きなドット絵の中に繊細な曲線を表現している。生物的な要素も上手く表現されており、攻撃や防御の方法がデザインを見ただけで容易に想像が付く。
音楽は特徴の少ないミニマル・ミュージックで、多彩なショット音はショットの見た目や速度を繊細且つ多彩な音色ボキャブラリーで表現している。
ゲームデザインから、グラフィック、サウンドとほとんどを手がけた古川ともは後にミュージシャンに転じ、GUNIW TOOLSというヴィジュアル系バンドでデビューしている。

## 他機種版
| No. | タイトル       | 発売日        | 対応機種                      | 開発元         | 発売元     | メディア                              | 型式   | 備考               |
| --- | -------------- | ------------- | ----------------------------- | -------------- | ---------- | ------------------------------------- | ------ | ------------------ |
| 1   | ダーウィン4078 | 1987年        | MSX2                          | ハドソン       | ハドソン   | ロムカセット                          | PANA-6 |                    |
| 2   | ダーウィン4078 | 2021年7月15日 | PlayStation 4 Nintendo Switch | データイースト | ハムスター | ダウンロード (アーケードアーカイブス) |        | アーケード版の移植 |

MSX2版
- 1987年にハドソンが移植。キャラクターは単色。BGMは1種類のみ。

PCエンジン版
- ハドソンでPCエンジン版が制作され完成していたが諸事情で発売中止になった[5]。

- 当時ハドソン開発者と関係が深かったゲームデザイナー岩崎啓眞のブログ記事[6][7]や、岩崎が執筆の『LEGEND Volume.3 PCエンジン版ダーウィン4078の奇妙な運命　岩崎啓眞著』によると、岩崎が当時ハドソンに在籍していた人物らに接触し、直接PCエンジン版『ダーウィン4078』の開発経緯を聞いて調査したところ以下のような事が判明した。
  - ハドソンがPCエンジン開発初期に、まだチップがセイコーエプソン製に決まる前のブレッドボード版の段階で、スプライト表示の確認用に本作がテストプログラムとして選ばれ移植された物だったということが判明。
  - 移植版の開発が行われたのは、当時存在したハドソン東京支社であり、本作がテスト用に選ばれた理由は、当時MSX2の移植製作の際に使われていた、本作のアーケード版の基板がハドソン東京支社にあったからと思われる。
  - その後、一応のプレイができる段階にまで開発は行われ、1987年5月に開催されたマイコンショーに、プロトタイプとなるPCエンジン用のCD-ROMユニットのゲームの1つとして『ダーウィン4078 CD-ROM用』として出展される。
  - その後1987年10月にPCエンジンは発売されるも、本作の移植版の開発自体は製品用にまでは行われずに中断。本来のテストプログラムとしての役割を終えてフェードアウト。

このようにショーに出展された経緯もあったことから、目撃者や実際にプレイした人も少なくなく、PCエンジン用に移植予定があったのではないかという話にまで広がっていたと思われる。
2023年に出版されたムックでもショーに参考出展された事実、本作がテストプログラムに利用された話について触れられている。

## 続編
- スーパー・リアル・ダーウィン−1987年データイースト。 SRDとも表記。
- ダーウィン4081−1990年4月8日発売。セガがメガドライブ用に開発（データイーストが製作説あり。情報求む）。SRDをベースに自機のオプションを無くして自機の進化形態を4078とSRDの折半にしたような内容になっている。タイトルの"4081"は、4078→SRD→アクトフェンサーといった進化を取り入れたゲームの4作目なので、4078+3、ということで付けられた。

## 関連作品
- バミューダトライアングル（1987年） − SNK。パワーアップによって進化する自機が登場
- アクトフェンサー（1989年） − データイースト。進化システムを使った横スクロールアクション。
- 宇宙戦艦ゴモラ（1990年） − UPL。巨大化する自機が登場
- スペースインベーダーインフィニティジーン（2009年） - タイトー。プレイを進めることによって、ゲームシステムが次々と「進化」していく。また、ダーウィンへのオマージュも作品のメインテーマとなっている。